# 济尼基夫 (赫梅利尼茨基州)

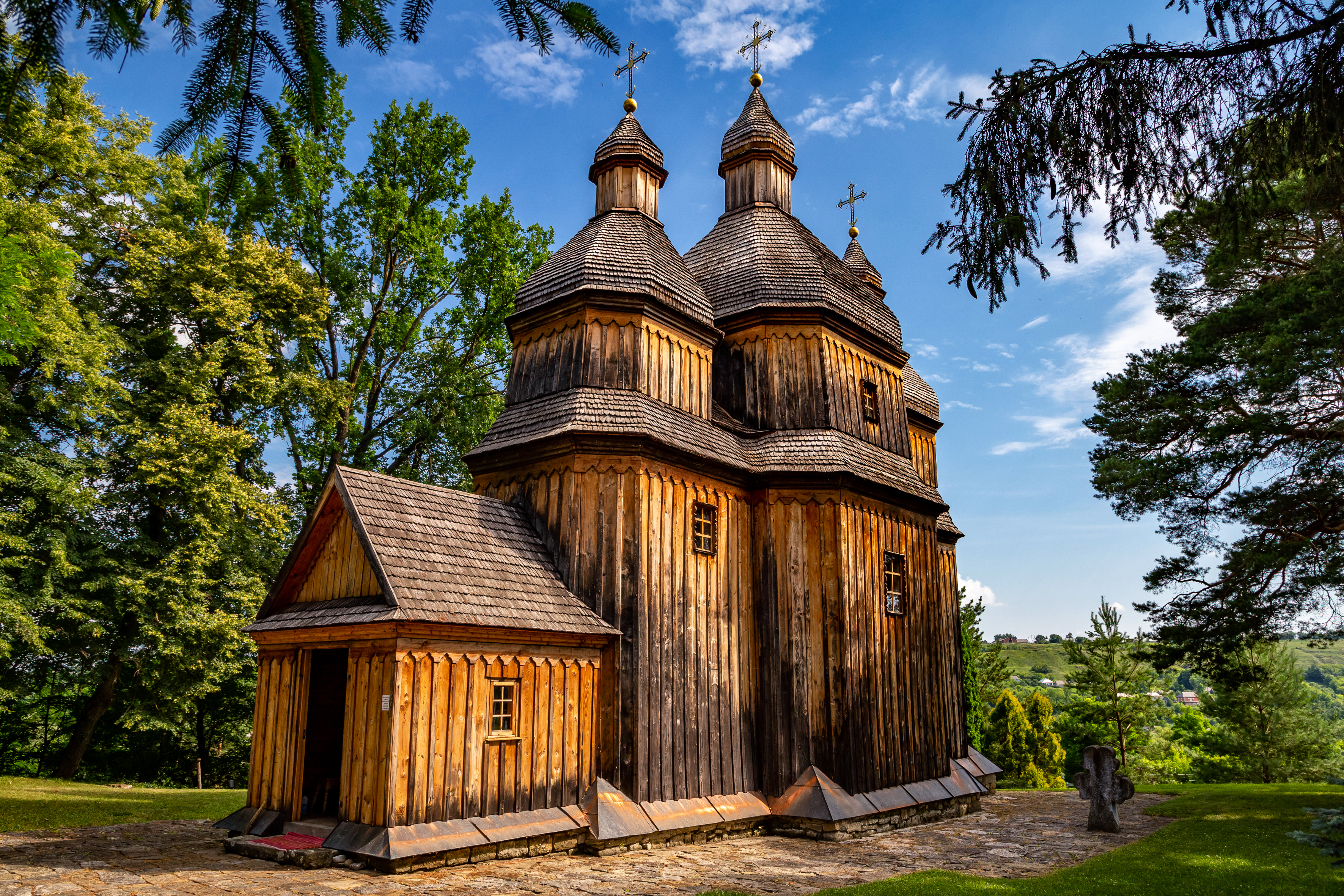
教堂

济尼基夫（羅馬化：Zinkiv）是位於烏克蘭西部的村莊，由赫梅利尼茨基州赫梅利尼茨基區的济尼基夫市镇負責管轄，並為該市鎮的行政中心。該村始建於1404年，面積6.87平方公里，海拔高度200米，2020年人口1,400，人口密度每平方公里245.5人。